# Другой берег
Инсталляция «Другой берег» была создана художником Андреем Кузькиным в 2008 году для выставки «Молодое искусство в природном ландшафте» в Арт-усадьбе Веретьево в рамках I Московской международной биеннале современного искусства. Работа представляет собой фразу «Здесь гораздо лучше», выполненную из букв полутораметровой высоты и установленную на противоположном от усадьбы берегу реки Дубны.
По словам автора работы, ее смысл заключается в следующем:

«На противоположном от зрителя берегу реки была установлена надпись из белых полутораметровых деревянных букв — «Здесь гораздо лучше». Нам всегда будет казаться, что хорошо там, где нас нет, — это опять разговор о недостижимости идеала, счастья, призрачности и непостоянстве наших желаний». 
— А. А. Кузькин
Помимо инсталляции «Другой берег» на той же выставке в Арт-усадьбе Веретьево Кузькин представил еще несколько проектов, в том числе перформанс «По кругу», за который в 2009 году получил государственную премию в области современного искусства «Инновация».
Фотодокументация инсталляции показывалась на выставке Кузькина «Персональный подход» в Московском музее современного искусства в 2016 году. В 2021 году выполнен авторский повтор инсталляции, приуроченный к открытию парка Веретьево архитектора и художника Александра Бродского.